# Кубок Риги по настольному хоккею

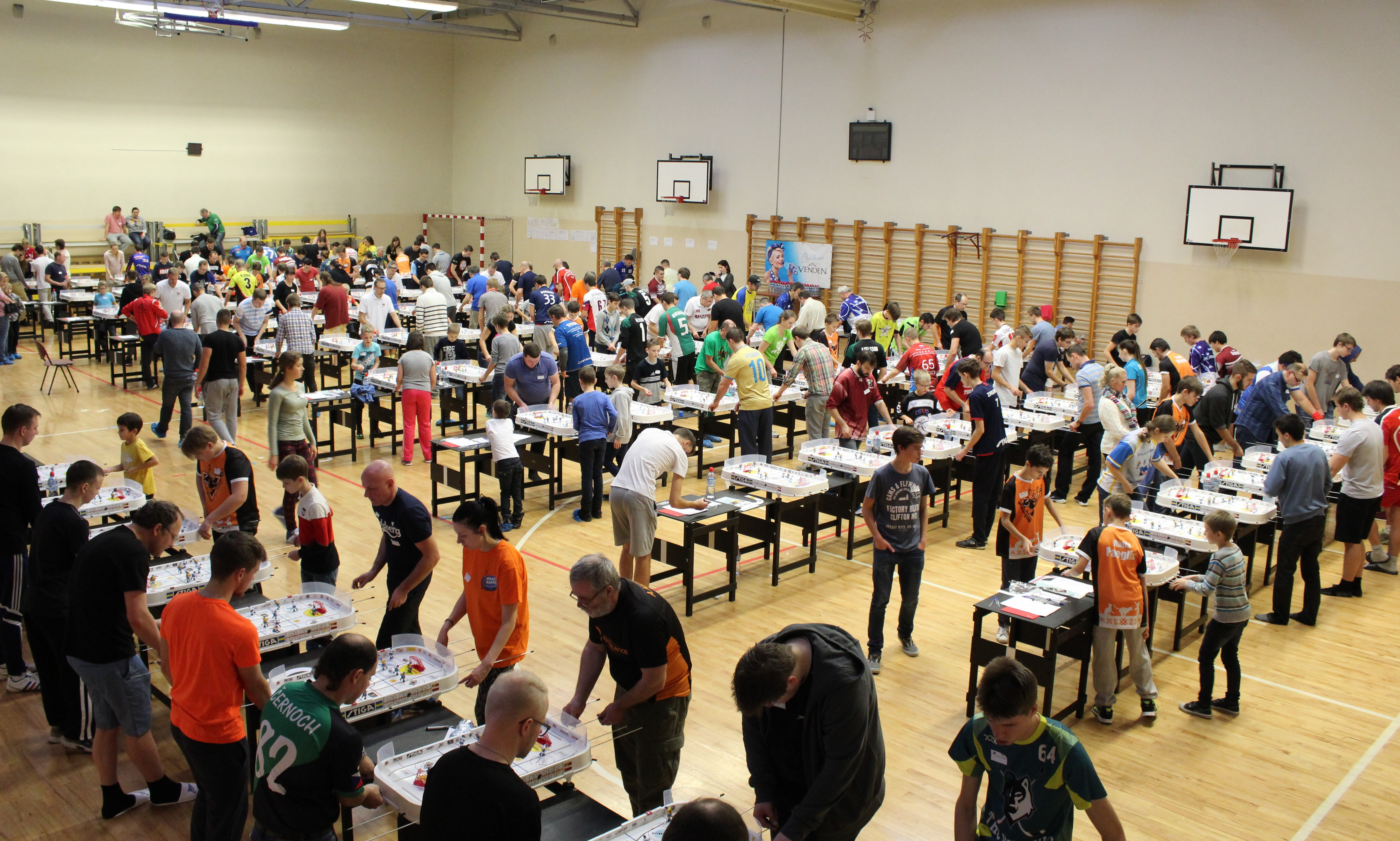
Соревнования Кубка Риги в 2016 году

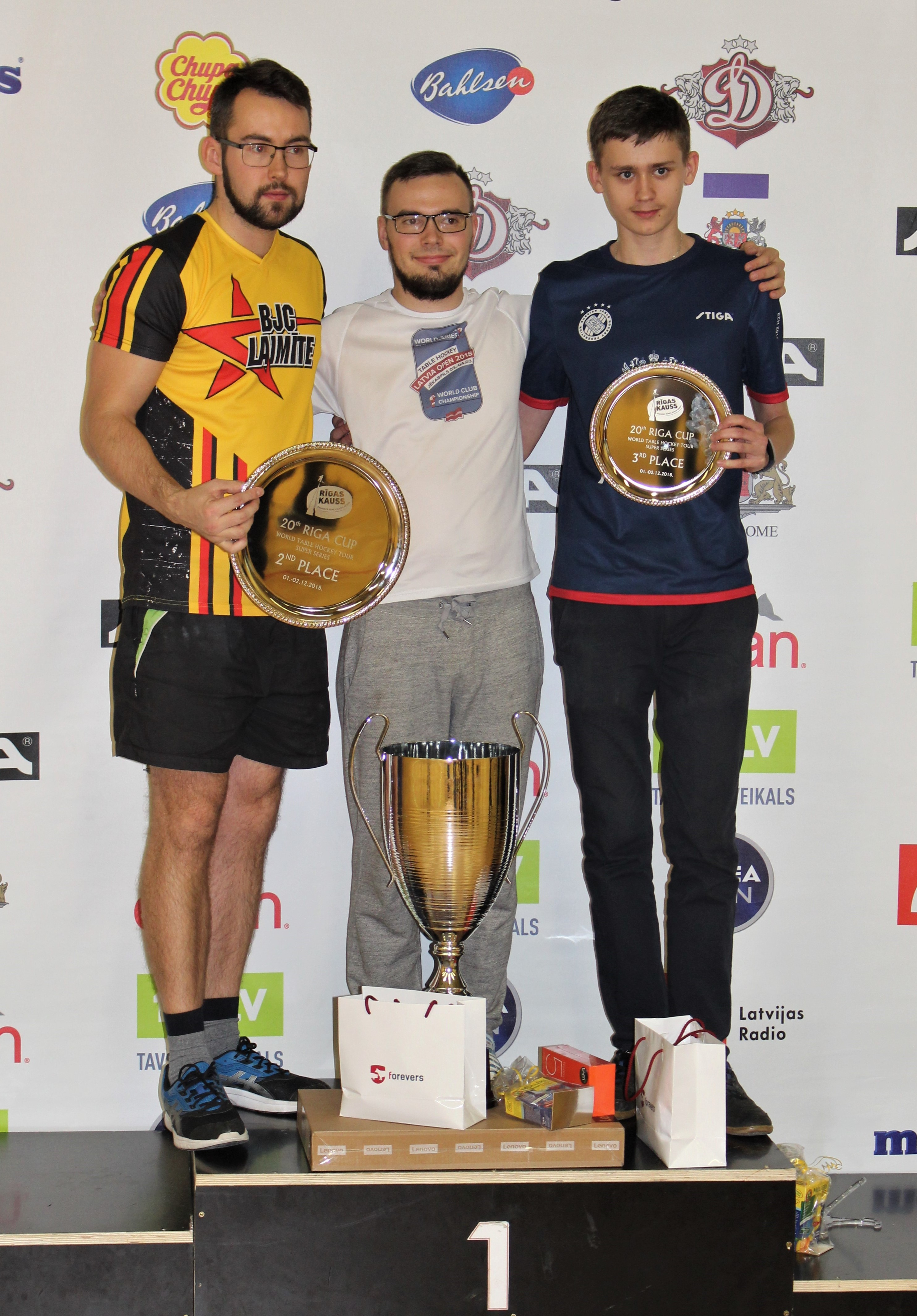
Лучшие игроки Кубка Риги в 2018 году. Слева направо: Эдгарс Цайцс (Латвия), Арсений Столяров и Никита Жолобов (оба — Россия)

Кубок Риги (англ. Riga Cup; Riga Open) является крупнейшим в мире регулярным турниром по настольному хоккею, в котором в один день принимает участие более 200 игроков. Организуемый Федерацией настольного хоккея Латвии (LGHF), турнир входит в список шести важнейших турниров Мирового тура («Суперсерия»). Традиционно проводится в Риге в начале зимы.

## История

### Предыстория
В конце 1990-х годов настольный хоккей в Латвии ещё только начинал организационно развиваться, тогда как в Западной Европе к тому времени уже проводились местные и мировые чемпионаты. В Риге же проводились лишь различные небольшие турниры. В 1999 году в Ригу приехал шведский энтузиаст настольного хоккея Ё. Агдур, чтобы продемонстрировать современный его уровень, и под его влиянием группа местных игроков учредила Рижский клуб настольного хоккея (RGHK), а также вступила в контакт с местным торговых представителем производителя настольного хоккея «Стига». Одной из тогда поставленных целей было превратить настольный хоккей в вид спорта со развитой системой массовых турниров и соответствующим переходом на спортивные залы вместо кафе и баров. Также ставилась цель увеличения популярности и авторитетности настольного хоккея.

### 2000 год
Лето для настольного хоккея — это «тихий сезон», так как в него обычно играют в помещении и в жаркую погоду это неудобно. По этой причине прекратились еженедельные турниры в комплексе отдыха «Лидо». После обсуждения с руководством комплекса было решено организовать большой турнир для всех желающих 10 июня, при технической поддержке Латвийской спортивно-педагогической академии. Внимание для того времени оказалось большим: 55 игроков, в том числе приехали двое российских гостей — журналист Михаил Марголис и певец Александр Минченко. Оба занимались настольным хоккеем соответственно в Москве и Санкт-Петербурге, и желали не только сыграть, но и посмотреть на организацию крупных турниров. В то время уровень игры российских гостей ещё был намного ниже, чем у ведущих игроков Латвии, и они даже не вошли среди шестнадцати лучших в плей-офф. Победу в первом турнире праздновал лидер Рижского КНХ Р. Стернатс.
Первый турнир отличался весьма жёсткой системой отбора и небольшим количеством игр для участников, и жара даже в светлой палатке оказалась чрезмерной. Нехватка инвентаря и опыта не позволили организаторам решить эти проблемы сразу. После этого, тем не менее, успешного турнира была учреждена Федерация настольного хоккея Латвии под руководством Р. Блументала, с тогдашними лучшими игроками в правлении, и та решила провести следующий Кубок зимой в закрытом помещении. Для этого было найдено место, подходящее для крупного мероприятия — Дворец культуры ВЭФ — но внезапно даже там места не хватило. На второй Кубок Риги в декабре пришло 189 человек, и 173 из них сыграли в отборочном раунде из 6 игр по швейцарской системе, после чего лучшие вышли в стыковые плей-офф со самыми рейтинговыми игроками. Победитель турнира Сергей Михеев сыграл всего 15 игр, что по нынешним меркам было бы просто разминкой.

### Развитие
С 2001 года Кубок Риги стал напоминать современные соревнования. Он прошёл в школьном спортзале, с предварительной регистрацией и достаточным количеством полян для игры всеми одновременно. Приехали финские гости со серьёзным международным рейтингом и заняли все три места на пьедестале. Со временем происходил постепенный рост уровня игры и организационного уровня, соревнования в течение длительного времени проводились в Большом зале РТУ с числом участников, колеблющимся от 100 до 200, а в 2009 году произошёл переезд в спортзал Рижской школы культур. С 2015 года количество участников постоянно превышало 200. В 2003 году турнир был включен в список самых престижных турниров («Евролига»), а с 2005 года он вошёл в список главных турниров Мирового тура.
Рекорд по количеству побед в настоящее время удерживает Эдгарс Цайцс (Латвия), который в 2010 году первым добился 4 побед на Кубках. Однако его достижение в настоящее время уже повторили Атис Силис (Латвия) и Максим Борисов (Россия).
В юбилейном, двадцатом Кубке Риги 2018 года приняли участие 250 игроков из 12 стран, включая больше половины из 30 лучших игроков мира по рейтингу. Годом ранее был достигнут рекорд Мирового тура по числу участников, с 257 игроками. Из-за широкого и неограниченного квотами присутствия сильных игроков Кубок Риги за границей иногда называют главным турниром сезона или неофициальным Открытым Чемпионатом мира.

## Формат
С 2012 года турнир проводится в течение двух дней. Первый день — в начале отборочный раунд для игроков с наиболее низким рейтингом (большинство из которых приглашаются с проходящего за неделю-две до этого массового настольно-хоккейного турнира для школьников «Sarauj!»). Количество участников и победителей отборочного раунда определяется заданным количеством 170 или 190 игроков в главном турнире. Все отобранные по рейтингу или по итогам квалификации 170 или 190 игроков играют в подгруппах, после чего ранжируются в соответствии с их результатами (высшая лига состоит из 4 групп по 20 игроков, из которых 12 лучших из каждой группы выходят в финальные группы. В следующий день играют только эти лучшие 48 игроков, разыгрывая лучшие места в двух финальных группах и свою разбивку в плей-офф .

## Награждение
Первые 16 мест получают различные призы, а также призы предусмотрены в индивидуальных рейтинговых категориях, включая женщин и юниоров. Кубок Риги отличался среди других турниров тем, что с самого начала в нём также награждали победителей низших лиг, что тогда ещё не было нормой.

## Победители
| Дата             | 1 место          | 2 место              | 3 место              |
| ---------------- | ---------------- | -------------------- | -------------------- |
| 1. — 10.06.2000  | Райвис Стернатс  | Мартиньш Зирнис      | Янис Кирсис          |
| 2. — 09.12.2000  | Сергей Михеев    | Райвис Стернатс      | Мартиньш Зирнис      |
| 3. — 08.12.2001  | Янне Кокко       | Яни Лаппалайнен      | Аки Тейвайнен        |
| 4. — 07.12.2002  | Янне Кокко       | Дидзис Озолиньш      | Алексей Шастов       |
| 5. — 07.12.2003  | Ханс Эстерман    | Понтус Эрикссон      | Микко Кариайнен      |
| 6. — 23.10.2004  | Эдгарс Цайцс     | Кристиан Исо-Трикери | Иван Захаров         |
| 7. — 10.12.2005  | Эдгарс Цайцс     | Понтус Эрикссон      | Кристиан Исо-Трикери |
| 8. — 02.12.2006  | Рони Нуттунен    | Даниэль Валлен       | Янне Оллила          |
| 9. — 08.12.2007  | Атис Силис       | Алексей Захаров      | Райвис Пукинскис     |
| 10. — 06.12.2008 | Атис Силис       | Иван Захаров         | Эдгарс Цайцс         |
| 11. — 05.12.2009 | Эдгарс Цайцс     | Ахти Лампи           | Андрей Воскобойников |
| 12. — 04.12.2010 | Эдгарс Цайцс     | Матисс Саулитис      | Петр Тмей            |
| 13. — 03.12.2011 | Олег Дмитриченко | Янис Галузо          | Петр Тмей            |
| 14. — 02.12.2012 | Максим Борисов   | Эдгарс Цайцс         | Ахти Лампи           |
| 15. — 08.12.2013 | Максим Борисов   | Эдгарс Цайцс         | Ахти Лампи           |
| 16. — 07.12.2014 | Атис Силис       | Янис Галузо          | Эдгарс Цайцс         |
| 17. — 06.12.2015 | Максим Борисов   | Эдгарс Цайцс         | Атис Силис           |
| 18. — 04.12.2016 | Атис Силис       | Эдгарс Цайцс         | Оскар Хенрикссон     |
| 19. — 03.12.2017 | Максим Борисов   | Эдгарс Цайцс         | Сергей Иванов        |
| 20. — 02.12.2018 | Арсений Столяров | Эдгарс Цайцс         | Никита Жолобов       |
| 21. — 01.12.2019 | Максим Борисов   | Денис Матвеев        | Кевин Эрикссон       |